# Alan Heisey
Pour les articles homonymes, voir Heisey.
Alan Milliken Heisey II (né vers 1954) est un avocat et administrateur municipal canadien de Toronto. Il siège à l'agence Toronto Police Services Board (en), une agence de surveillance civile de la police, et à la Commission de transport de Toronto (TTC).

## Biographie
Né à Don Mills (en) dans la région de Toronto, son père est l'auteur et activiste Alan Milliken Heisey Sr (1928-2014), son grand-père est l'ingénieur minier Karl Brooks Heisey (1895-1937) et son oncle est l'homme d'affaires Lawrence Heisey (1930-2009).
Étudiant gradué de la Osgoode Hall Law School en 1978, il se joint à la firme d'avocats Blake, Cassels & Graydon en 1981. En 1985, il devient partenaire de la firme Papazian Heisey Myers.

## Service public

### Toronto Parking Authority
Membre de la Toronto Parking Authority (en) de 1992 à 2001, c'est durant cette période que Toronto s'équipe d'un système de parcomètres modernes sans fil, alimentés à l'énergie solaire et acceptant les cartes de crédit. Après le retrait des compteurs, les poteaux sont alors équipés d'anneaux permettant le stationnement de vélos et augmentant leur nombre significativement.

### Toronto Police Services Board
De mars 2001 à octobre 2014, il est nommé par le conseil municipal à l'organisme civil de surveillance de la police de Toronto. Il se sent particulièrement préoccupé par les plaintes de profilage racial qui visaient de plus en plus le service de police.
Nommé président par intérim du comité en décembre 2003 pour succéder à Norman Gardner (en), alors accusé de conflits d'intérêts,, il est officiellement président à partir de janvier 2004. À ce moment, il renonce à utiliser le véhicule de fonction avec chauffeur et préfère le vélo et les transports en commun,.
La suspension de Gardner ayant retiré le quorum du comité, celui-ci se retrouve paralysé et plusieurs dossiers finissent caducs par des votes nuls. Plus tard en 2004, Heisey et le comité votent pour ne par renouveler le mandat du chef de police Julian Fantino,,. Il décide en juin 2004 de ne pas chercher à renouveler son mandat de président.

### Toronto Transit Commission Board
En octobre 2012, le conseil municipal (en) de Toronto nomme Heisey à siéger au comité de la TTC. Il est élu vice-président du comité en mai 2015.

### Toronto Cycle Track Network
Important cycliste, il milite activement pour équiper Toronto de pistes cyclables plus sécuritaires. Entre 2010 et 2015, il travaille activement pour l'installation des pistes sur Shelbourne St., Wellesley St., Hoskin Avenue, Richmond St. et Adelaide St,.
En reconnaissance de sa contribution, le conseil municipal décide de nommer la piste longeant Sherbourne Street (en) en son honneur,.